# Микрофлора
Микрофлора (микробиота) е съвкупност от различни видове микроорганизми, които обитават дадено местообитание. Микробиотата на водоемите, въздухa, скалите, почвата са много разнообразни; микробиотата на търбуха на преживни животни, на екстрахирани разтвори от различни видове почви и т.н. е по-специфична и включва микроорганизми, които са в близки хранителни връзки.
По произход микробиотата се дели на автохтонна, постоянно присъстваща в местообитанието, и алохтонна (интродуцирана); според вида на хранене – на еутрофна микробиота (комплекс от микроорганизми, които разлагат органичните вещества), олиготрофна (разпръскваща) микробиота или микробиота на дисперсия, завършваща минерализацията на органичната материя, и литотрофна микробиота, която трансформира минералните съединения от скали и газове.
При изучаване на микробиотата се вземат предвид физикохимичните фактори на околната среда, броят и видовия състав на микроорганизмите, броят на доминиращите видове, които определят физиологичните и биохимични процеси в екосистемата. Например в сулфидни руди окислението се причинява от серобактерии, в търбуха на преживни животни – от анаеробна микробиота, която преработва фибри. Микроорганизмите, които се развиват на повърхността на растенията (епифитна микробиота) метаболизират секретите на техните тъкани. Кожата, лигавиците, червата и други органи на животните имат постоянна микробиота.